# Jingoïsme

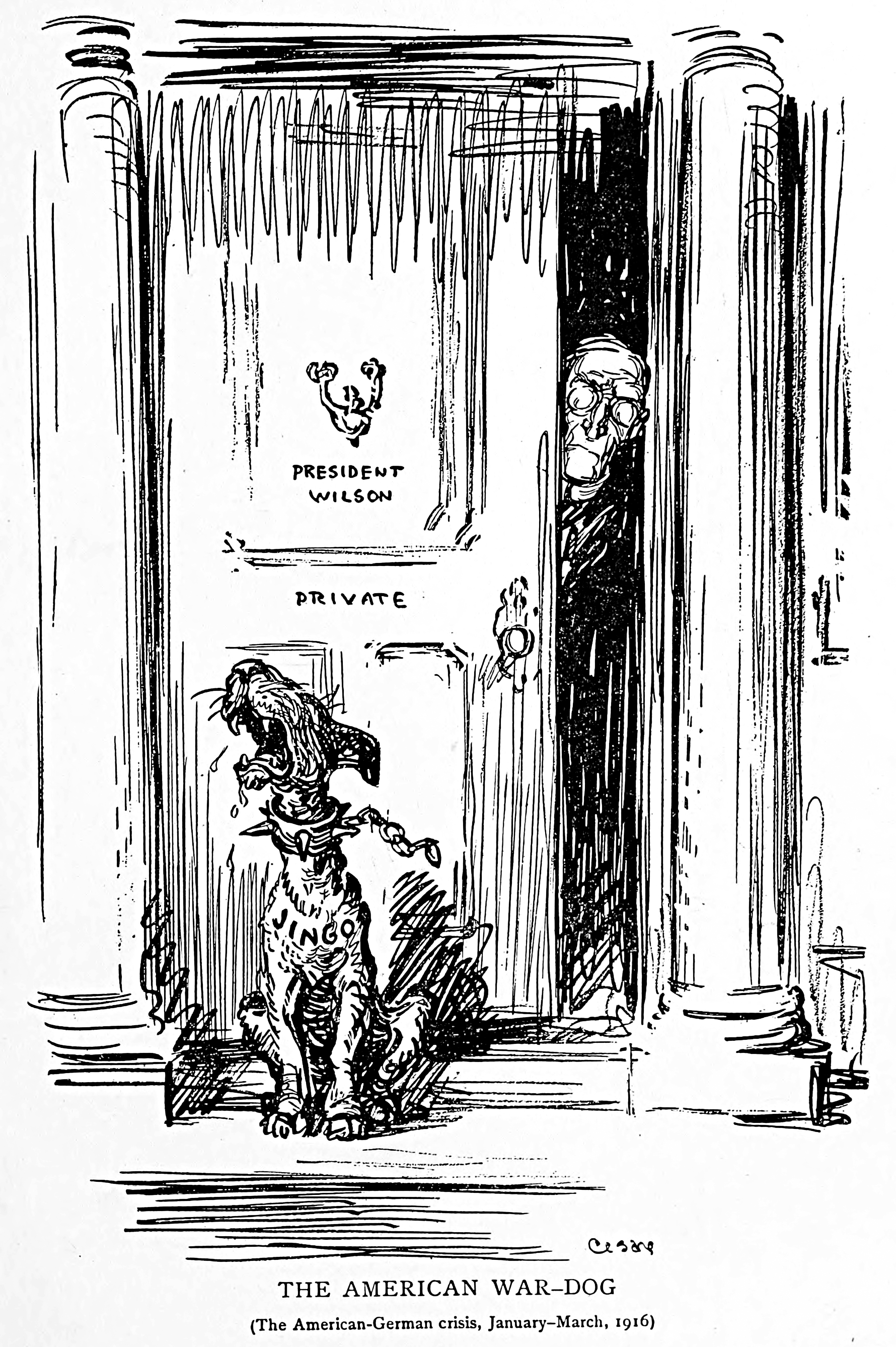
The American War-Dog, caricature d'Oscar Cesare, janvier-mars 1916. Le président Woodrow Wilson regarde son chien Jingo qui hurle pour que les États-Unis s'engagent dans la Première Guerre mondiale.

Le jingoïsme est un sentiment chauvin et belliciste. L'expression a été inventée au Royaume-Uni en 1878.

## Histoire
Durant l'ère victorienne, la Russie était perçue comme une menace constante, dans le cadre du Grand Jeu.
Le refrain de la chanson de G. H. MacDermott (en) et G. W. Hunt, souvent chantée dans les pubs à cette époque, était le suivant :
We don't want to fight but by Jingo if we do,
We've got the ships, we've got the men, we've got the money too,
We've fought the Bear before, and while we're Britons true,
The Russians shall not have Constantinople.
Il est avancé que « Jingo » est utilisé à la place de « Jésus », afin de ne pas jurer.
On pourrait traduire la chanson ainsi :
Nous ne voulons pas nous battre mais, par Jingo, si nous y allons,
Nous avons les bateaux, nous avons les hommes, nous avons l'argent aussi
Nous avons déjà combattu l'Ours et tant que nous serons de vrais Britanniques
Les Russes n'auront pas Constantinople.

## Dans la fiction
- Va-t-en-guerre de Terry Pratchett, publié sous le titre original de Jingo (1997).